# Trizay-lès-Bonneval
Trizay-lès-Bonneval ist eine französische Gemeinde mit 318 Einwohnern (Stand: 1. Januar 2022) im Département Eure-et-Loir in der Region Centre-Val de Loire; sie gehört zum Arrondissement Châteaudun und zum Kanton Châteaudun. Die Einwohner werden Trizayens genannt.

## Geographie
Trizay-lès-Bonneval liegt etwa 17 Kilometer nördlich des Stadtzentrums von Châteaudun. Umgeben wird Trizay-lès-Bonneval von den Nachbargemeinden Dangeau im Westen und Norden, Alluyes im Norden und Osten, Bonneval im Südosten und Süden sowie Montharville im Süden.

## Bevölkerungsentwicklung
| Jahr                       | 1962 | 1968 | 1975 | 1982 | 1990 | 1999 | 2006 | 2013 | 2020 |
| Einwohner                  | 221  | 193  | 182  | 214  | 251  | 253  | 265  | 322  | 308  |
| Quellen: Cassini und INSEE |      |      |      |      |      |      |      |      |      |

## Sehenswürdigkeiten
- Dolmen Pierre de Villebon (auch: Pierre de Beaumont), Monument historique seit 1889
- Kirche Saint-Martin aus dem 12. Jahrhundert, Monument historique seit 1984

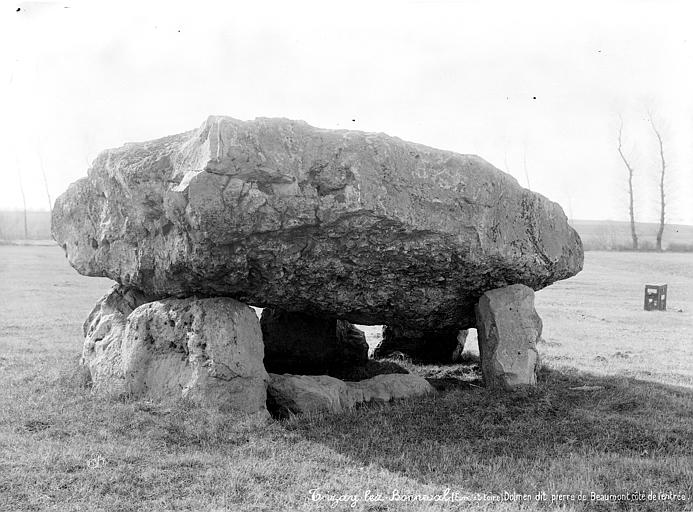
Dolmen Pierre de Villebon
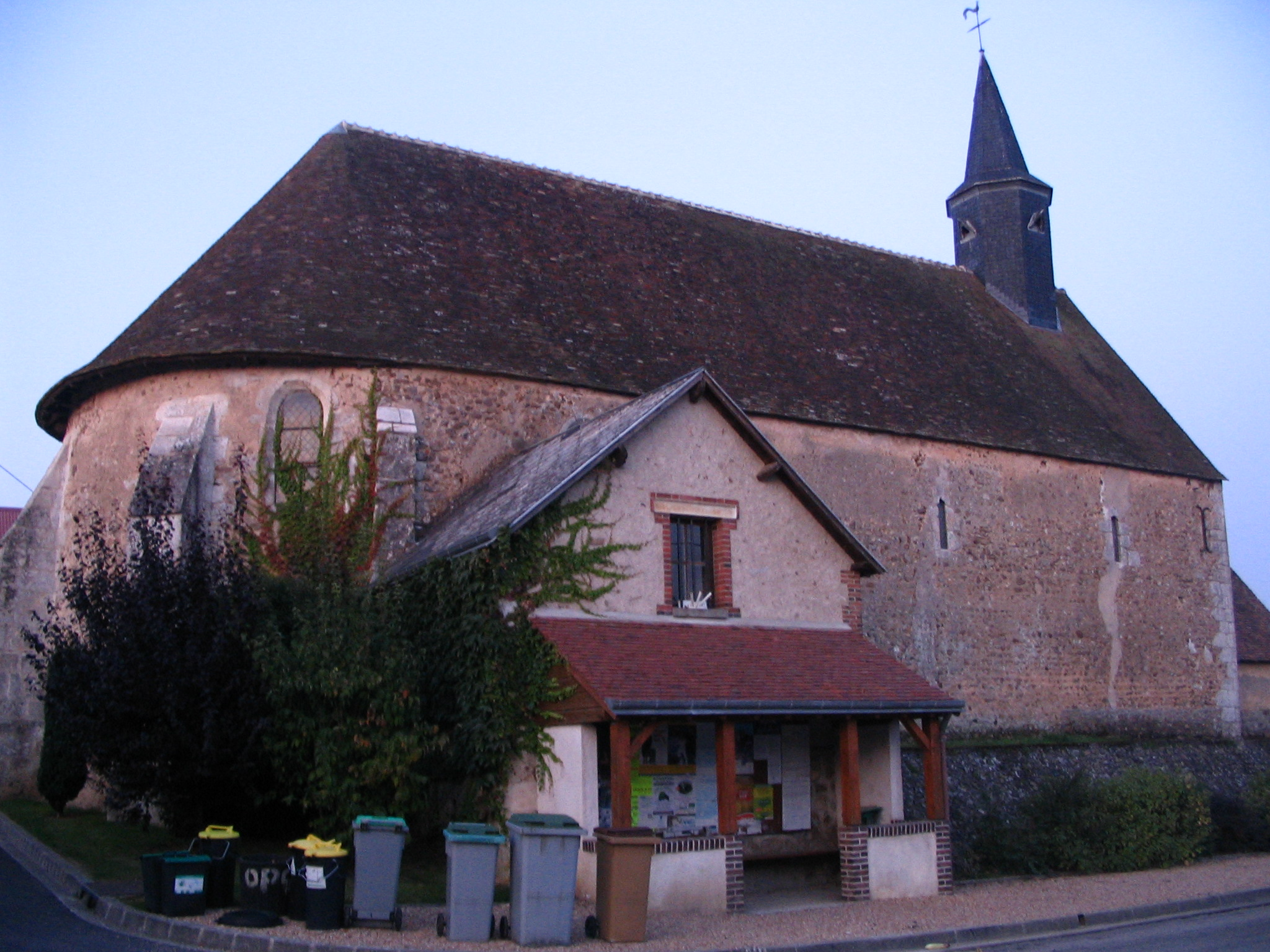
Kirche Saint-Martin